# Jan Jurčec
Jan Jurčec (Zagabria, 27 novembre 2000) è un calciatore croato, centrocampista del Kryvbas Kryvyj Rih.

## Carriera

### Club
Cresciuto nel settore giovanile del Kustošija, ha esordito in prima squadra l'11 maggio 2019, in occasione dell'incontro di Prva HNL perso 2-1 contro il Sebenico. In tre stagioni e mezza ha collezionato 69 presenze in campionato, segnando 12 gol. Nell'estate del 2022 è stato acquistato dall'Altach, con cui ha esordito in Bundesliga il 24 luglio, nella sconfitta per 2-1 contro l'Hartberg. Il 27 agosto ha realizzato la sua prima rete con la squadra e in campionato, segnando il momentaneo 1-1 nella partita poi persa 4-1 contro il LASK.

### Nazionale
Nel 2022 ha esordito con la nazionale croata Under-21.

## Statistiche

### Presenze e reti nei club
Statistiche aggiornate al 23 aprile 2023.
| Stagione         | Squadra          | Campionato       | Campionato | Campionato | Coppe nazionali | Coppe nazionali | Coppe nazionali | Coppe continentali | Coppe continentali | Coppe continentali | Altre coppe | Altre coppe | Altre coppe | Totale | Totale |
| Stagione         | Squadra          | Comp             | Pres       | Reti       | Comp            | Pres            | Reti            | Comp               | Pres               | Reti               | Comp        | Pres        | Reti        | Pres   | Reti   |
| ---------------- | ---------------- | ---------------- | ---------- | ---------- | --------------- | --------------- | --------------- | ------------------ | ------------------ | ------------------ | ----------- | ----------- | ----------- | ------ | ------ |
| 2018-2019        | Kustošija        | 2.HNL            | 3          | 1          |                 | -               | -               |                    | -                  | -                  |             | -           | -           | 3      | 1      |
| 2019-2020        | Kustošija        | 2.HNL            | 10         | 0          |                 | -               | -               |                    | -                  | -                  |             | -           | -           | 10     | 0      |
| 2020-2021        | Kustošija        | 2.HNL            | 30         | 3          |                 | -               | -               |                    | -                  | -                  |             | -           | -           | 30     | 3      |
| 2021-2022        | Kustošija        | 2.HNL            | 26         | 8          |                 | -               | -               |                    | -                  | -                  |             | -           | -           | 26     | 8      |
| Totale Kustošija | Totale Kustošija | Totale Kustošija | 69         | 12         |                 | -               | -               |                    | -                  | -                  |             | -           | -           | 69     | 12     |
| 2022-2023        | Altach           | BL               | 25         | 2          | CA              | 0               | 0               |                    | -                  | -                  |             | -           | -           | 25     | 2      |
| Totale carriera  | Totale carriera  | Totale carriera  | 94         | 14         |                 | 0               | 0               |                    | -                  | -                  |             | -           | -           | 94     | 14     |